# Fludroxycortide
Fludroxycortide (INN, BAN, JAN), còn được gọi là flurandrenolide (USAN) và flurandrenolone, là một corticosteroid tại chỗ tổng hợp và được sử dụng như một phương pháp điều trị chống viêm để sử dụng cho các kích ứng da. Tên thương mại bao gồm Haelan (Typharm, UK) và Cordran (của Watson Pharmaceuticals, Hoa Kỳ).
Fludroxycortide có sẵn trong thuốc mỡ, kem và dưới dạng băng tẩm (băng Haelan, băng Cordran). Các chỉ định được cấp phép tại Vương quốc Anh bao gồm dermatoses recalcitrant.